# 슈테파니 그라프
슈테파니 그라프(독일어: Stephanie Graf, 1973년 4월 26일 ~ )는 오스트리아의 육상 선수로 주 종목은 중거리 달리기이다. 2000년 하계 올림픽에서 여자 800m 종목 은메달을 획득했고, 2001년 세계 육상 선수권 대회에서 800m 은메달을 획득했다.